# Aleksandra Fijał
Aleksandra Fijał (ur. 27 października 1993) – mistrzyni Polski w driftcie, youtuberka, prezenterka telewizyjna.

## Życiorys
Pochodzi ze sportowej rodziny. Studiuje dziennikarstwo i komunikację społeczną ze specjalizacją marketing i PR.
Prowadzi kanał na YouTube pod nazwą Turbosztos by Ola Fijał poświęcony driftingowi. W wieku 16 lat po raz pierwszy usiadła za kierownicą wyczynowego samochodu.
W zawodach driftingowych startuje regularnie od 2015 roku. Na swoim koncie ma starty w Czech Drift Series, Drift Open, CEZ Drift Championship, Drift Competition, King Of Europe i Queen of Europe. W sezonie KJS WinterCup Królewski zajęła 2. miejsce w klasyfikacji generalnej kobiet.
W 2017 roku wygrała konkurs Play4Fejm organizowany przez firmę Playboy Fragrances zdobywając główną nagrodę.
Jest prowadzącą autorski program pt. Drift and Sing w stacji Motowizja, serwisie Player i na kanale YouTube, w którym w pierwszym sezonie wystąpili: Adam Strycharczuk, Sylwia Lipka, Maciej „Canton” Piotrowski z zespołu Letni, Dawid „Anton” Antonkiewicz z zespołu Letni, Kabaret Czwarta Fala, Kamil Bijoś, Kuba Jurzyk i Paweł Góral.

## Najważniejsze osiągnięcia
2015
- 2015 – Nagroda za debiut, 1 Runda STW Drift Challenge, Lotnisko Bemowo
- 2015 – 2. miejsce na Czech Drift Series w Hradec Kralove (Princess of Czechring HK)
- 2015 – 4. miejsce na Queen of Europe na Slovakiaring

Sezon 2015 zakończyła na 15. miejscu klasyfikacji generalnej.
2016
- 2016 – 4. miejsce na Driftingowych Mistrzostwach Polski w klasie Challenge, 1 Runda DMP, Lotnisko Bemowo
- 2016 – 2. miejsce na rundzie Queen of Europe, Tor Kielce
- 2016 – 1. miejsce w Federal Cup w Klasie Queen of Europe, DMP/KoE, Tor Kielce
- 2016 – 3. miejsce w Federal Cup w Klasie Pro2, DMP/ KoE, Tor Kielce
- 2016 – Najładniejsza Drifterka na Drift Battle by ProDrift.pl, Tor Biała Podlaska (nagroda totalnie na serio!)
- 2016 – 1. miejsce Gymkhana PFD, Tatra Trucks
- 2016 – 1. miejsce na V runda DMP, Tor Kielce (Najlepsza Drifterka)
- 2016 – 4. miejsce na VII Rundzie DMP, na Slovakiaring
- 2016 – 1. miejsce w klasyfikacji generalnej Driftingowych Mistrzostw Polski wśród kobiet.

Sezon 2016 ukończyła na 10. miejscu klasyfikacji generalnej.
2017
- 2017 – 3. miejsce na 1 rundzie Winter Cup Królewski, Klasa Pań (debiut)
- 2017 – 7. miejsce na 1 rundzie Winter Cup Królewski, Klasa 5 (debiut)
- 2017 – 2. miejsce na 2 rundzie Winter Cup Królewski, Klasa Pań
- 2017 – 3. miejsce na 4 rundzie Winter Cup Królewski, Klasa Pań
- 2017 – 2. miejsce w Klasyfikacji Końcowej w Winter Cup Królewski, Klasa Pań
- 2017 – 1. miejsce na I rundzie DMP, Bemowo (Klasa Kobiet)
- 2017 – Wygrana w pierwszym Internetowym Talent Show #Play4Fejm organizowane przez Playboy Fragrances
- 2017 – 1. miejsce na III rundzie DMP, Kielce (Klasa Kobiet)
- 2017 – 2. miejsce na IV rundzie DMP, Máriapócs, Trackwood (Klasa Kobiet)
- 2017 – 3. miejsce na V rundzie DMP, Słomczyn (Klasa Kobiet)
- 2017 – 2. miejsce na VI rundzie DMP, Brno (Klasa Kobiet)

Sezon 2017 zakończyła na miejscu 22 w PRO2 i 1. miejscu w Klasie Kobiet w klasyfikacji generalnej Driftingowych Mistrzostw Polski.
2018
- 2018 – 2. miejsce na II rundzie DMP, Kielce (Klasa Kobiet)
- 2018 – 2. miejsce na III rundzie DMP, Słomczyn (Klasa Kobiet)
- 2018 – 2. miejsce na IV rundzie DMP, Słomczyn (Klasa Kobiet)
- 2018 – 1. miejsce na VI rundzie DMP, Modlin (Klasa Kobiet)
- 2018 – 4. miejsce na VI rundzie DMP, Modlin (PRO2)

Sezon 2018 zakończyła na miejscu 13 w PRO2 i 2. miejscu w Klasie Kobiet w klasyfikacji generalnej Driftingowych Mistrzostw Polski.
2019
- 2019 – 2. miejsce na I rundzie DMP, Słomczyn (Klasa Kobiet)
- 2019 – 2. miejsce na II rundzie DMP, Tor Kielce (Klasa Kobiet)
- 2019 – 1. miejsce na III rundzie DMP, Bemowo (Klasa Kobiet)
- 2019 – 2. miejsce na IV rundzie DMP, Autodrom Pomorze (Klasa Kobiet)
- 2019 – 2. miejsce na V rundzie DMP, Autodrom Pomorze (Klasa Kobiet)
- 2019 – 1. miejsce na VI rundzie DMP, Słomczyn (Klasa Kobiet)
- 2019 – 3. miejsce w Klasyfikacji Generalnej Teamowej PRO2
- 2019 – 2. miejsce na I rundzie DMP, Słomczyn (Klasa Kobiet)
- 2019 – 2. miejsce na II rundzie DMP, Tor Kielce (Klasa Kobiet)
- 2019 – 1. miejsce na III rundzie DMP, Bemowo (Klasa Kobiet)
- 2019 – 2. miejsce na IV rundzie DMP, Autodrom Pomorze (Klasa Kobiet)

Sezon 2019 zakończyła na miejscu 17 w PRO2 i 1. miejscu w Klasie Kobiet w klasyfikacji generalnej Driftingowych Mistrzostw Polski
Źródło: turborebels.com.